# Gonatocerus dodo
Gonatocerus dodo är en stekelart som beskrevs av Girault 1920. Gonatocerus dodo ingår i släktet Gonatocerus och familjen dvärgsteklar. Inga underarter finns listade i Catalogue of Life.